# ناوكو ساكاموتو
ناوكو ساكاموتو (باليابانية: 坂本直子؛ بالكانا: さかもと なおこ) هي لاعبة كرة لينة يابانية، ولدت في 11 مايو 1985 في أوساكا في اليابان.

## وصلات خارجية
- ناوكو ساكاموتو على موقع اللجنة الأولمبية الدولية (الإنجليزية)
- ناوكو ساكاموتو على موقع أوليمبيديا (الإنجليزية)